# Club Olympique de Casablanca

O Club Olympique de Casablanca (em árabe : نادي الأولمبيك البيضاوي ) ou CO Casablanca para abreviar, é um clube de futebol marroquino extinto com sede em Casablanca . O clube jogou seus jogos em casa no Stade du COC.

## História
O clube foi fundado em 1904. .

## Títulos
| REGIONAIS | REGIONAIS     | REGIONAIS | REGIONAIS         |
|           | Competição    | Títulos   | Temporadas        |
| --------- | ------------- | --------- | ----------------- |
|           | Recopa Árabe  | 3         | 1991, 1992, 1993. |
| NACIONAIS |               |           |                   |
|           | Competição    | Títulos   | Temporadas        |
| Marrocos  | Botola 1      | 1         | 1993–94.          |
| Marrocos  | Taça do Trono | 3         | 1983, 1990, 1992. |

## Estatística
O clube jogou 8 temporadas na Botola no finalzinho dos anos 80 e começo dos anos 90.